# 더블유 (영화)
《더블유》(영어: W.)는 2008년 공개된 미국의 전기 코미디 드라마 영화이다. 조지 W. 부시 전 미국 대통령의 생애를 다루었으며, 올리버 스톤이 감독하고 스탠리 와이저가 각본을 썼다. 조시 브롤린이 부시를 연기하였고, 그 외에 엘리자베스 뱅크스, 제임스 크롬웰, 엘런 버스틴, 리처드 드라이퍼스, 제프리 라이트, 스콧 글렌, 탠디웨이 뉴턴 등이 출연하였다.

## 줄거리
1966년 여타 부시가 사람들과 달리 정계에 진출할 뜻이 없는 예일 대학교생 조지 W. 부시는 소란을 피워 뉴저지주 유치장에 갇힌다. 아버지 조지 H. W. 부시는 그를 꺼내주며 더는 이런 상황에서 구제해주지 않을 거라고 못을 박는다. 졸업 후 부시는 텍사스주 석유 산출 지대에서 일자리를 얻지만 몇 주 후 관둬버린다. 1971년 아버지 도움으로 하버드 경영대학원에 들어간 부시는 과음한 뒤 가문 저택에 차를 박고 아버지에게 주먹 싸움을 걸지만 남동생 젭 부시가 말린다.
1977년 부시는 텍사스주 제19선거구 하원 후보로 출마한다. 바비큐 파티에서 부시는 훗날 아내가 되는 로라 레인 웰치를 만난다. 민주당 후보는 부시가 진정한 텍사스인이 아니며 모금 행사에서 텍사스 공과대학교 미성년자들에게 술을 먹였다고 공격한다. 부시는 선거에서 지지만 주 역사상 가장 높은 공화당 후보 득표수를 획득한다.
1986년 기독교인으로 거듭난 부시는 술을 끊고 아버지의 부름을 받아 1988년 대통령 선거를 보조하게 된다. 아버지의 정치 고문 칼 로브는 부시에게 크게 될 자질이 있다며 격려한다. 부시가 메이저 리그 베이스볼팀 텍사스 레인저스 경영 본부장으로 일하는 사이 아버지는 걸프 전쟁에서 승리를 맛본다. 아버지는 쿠웨이트를 해방시키지만 사담 후세인을 퇴위시킬 목적으로 이라크를 침공하지는 않기로 한다. 아버지는 1992년 대통령 선거에서 빌 클린턴에게 지자 후세인을 끌어내리지 않아서라고 자책한다.
1994년 부모의 반대에도 부시는 텍사스주 지사 선거에 나서 1995년 1월 17일 제46대 텍사스주 지사가 된다. 2000년 대통령에 당선된 부시는 2001년 9·11 테러가 터진 뒤 이란, 이라크, 북한을 악의 축으로 명명하고, 2002년 후세인이 핵무기를 만들었다는 증거를 찾겠다며 군대를 준비시킨다. 국무장관 콜린 파월은 이라크 상태를 불안정하게 만들거라고 반대하지만 부통령 딕 체니와 국방부 장관 도널드 럼즈펠드는 전쟁이 중동에 민주주의를 전파하고 미국의 초강대국 지위를 굳건하게 해줄 거라며 밀어붙인다.
2003년 3월 미국이 이라크를 침공한다. 그러나 이라크에 대량살상무기가 없다는 사실만 분명해진다. 기자 회견에서 대통령으로서 한 가장 큰 실수가 뭐냐는 질문을 받은 부시는 말을 더듬는다.
부시는 야구 경기에서 중견수로 뛰는 꿈을 꾼다. 부시가 내야 플라이를 잡으려고 하자 공은 사라져버린다.

## 출연
- 조시 브롤린 - 조지 W. 부시 역
- 엘리자베스 뱅크스 - 로라 부시 역
- 제임스 크롬웰 - 조지 H. W. 부시 역
- 엘런 버스틴 - 바버라 부시 역
- 리처드 드라이퍼스 - 딕 체니 역
- 제프리 라이트 - 콜린 파월 역
- 스콧 글렌 - 도널드 럼즈펠드 역
- 탠디 뉴턴 - 국가안보보좌관 콘돌리자 라이스 역
- 토비 존스 - 칼 로브 역
- 브루스 맥길 - 중앙정보국(CIA) 국장 조지 테닛 역
- 요안 그리피드 - 영국 총리 토니 블레어 역
- 노아 와일리 - 도널드 에번스 역
- 롭 코드리 - 애리 플라이셔 역
- 데니스 부치캐리스 - 폴 울포위츠 역
- 랜들 뉴섬 - 폴 브레머 역
- 제이슨 리터 - 젭 부시 역
- 마이클 개스턴 - 토미 프랭크스 역
- 폴 레이 - 켄트 핸스 역
- 스테이시 키치 - 얼 허드 역. 빌리 그레이엄 등 여러 영향력 있는 종교 인물들을 섞은 인물.
- 제시 브래드퍼드 - 대처 역
- 말리 셸턴 - 프랜 역
- 사이이드 바드리야 - 이라크 대통령 사담 후세인 역
- 윌리엄 챈 - 병원 의사 역
- 콜린 행크스 - 데이비드 프럼 역
- 브렌트 섹스턴 - 조 오닐 역
- 조너선 브렉
- 웨스 채텀
- 질리언 청
- 랜들 리더

## 기타 제작진
- 공동 제작: 이선 스미스, 존 킬릭
- 배역: 세라 핀
- 미술: 데릭 R. 힐
- 의상: 마이클 데니슨